# Persone di nome Lynn
| Questa pagina contiene informazioni ricavate automaticamente dalle voci biografiche con l'ausilio del template Bio e di un bot. L'aggiornamento è periodico e automatico e ricostruisce completamente la pagina. Se manca una persona in questa lista, sei pregato di non aggiungerla, ma accertati piuttosto che la sua voce biografica contenga il template Bio e che i dati anagrafici siano correttamente compilati. Se il template Bio manca, inseriscilo tu stesso o, in alternativa, metti l'avviso {{tmp\|Bio}} che ne segnala la mancanza. Se i dati riportati sono sbagliati, correggi direttamente la voce biografica; le modifiche saranno visibili in questa lista entro pochi giorni. Per chiarimenti vedi il progetto antroponimi. La lista contiene solo le 68 persone che sono citate nell'enciclopedia e per le quali è stato implementato correttamente il template Bio. Pagina aggiornata al 22 gen 2025. |

Questa è una lista di persone presenti nell'enciclopedia che hanno il nome Lynn, suddivise per attività principale.

## Allenatori di pallacanestro(1)
- Lynn St. John, allenatore di pallacanestro statunitense (Union City, n. 1876 - Columbus, † 1950)

## Arrampicatrici(1)
- Lynn Hill, arrampicatrice statunitense (Detroit, n. 1961)

## Attrici(14)
- Lynn Baggett, attrice statunitense (Wichita Falls, n. 1923 - Hollywood, † 1960)
- Lynn Bari, attrice statunitense (Roanoke, n. 1913 - Santa Monica, † 1989)
- Lynn Borden, attrice statunitense (Detroit, n. 1937 - Encino, † 2015)
- Lynn Carlin, attrice statunitense (Los Angeles, n. 1938)
- Lynn Cartwright, attrice statunitense (McAlester, n. 1927 - Los Angeles, † 2004)
- Lynn Cohen, attrice statunitense (Kansas City, n. 1933 - New York, † 2020)
- Lynn Fontanne, attrice britannica (Londra, n. 1887 - Genesee Depot, † 1983)
- Lynn Kellogg, attrice e cantante statunitense (Appleton, n. 1943 - Saint Louis, † 2020)
- Lynn Loring, attrice, produttrice televisiva e produttrice cinematografica statunitense (Manhattan, n. 1944 - Los Angeles, † 2023)
- Lynn Lowry, attrice statunitense (East St. Louis, n. 1947)
- Lynn Merrick, attrice statunitense (Fort Worth, n. 1919 - West Palm Beach, † 2007)
- Lynn Redgrave, attrice britannica (Londra, n. 1943 - New York, † 2010)
- Lynn Styles, attrice irlandese (n. 1988)
- Lynn Whitfield, attrice statunitense (Baton Rouge, n. 1953)

## Attrici pornografiche(1)
- Lynn LeMay, ex attrice pornografica e regista statunitense (Tacoma, n. 1961)

## Autori di giochi(1)
- Lynn Willis, autore di giochi statunitense († 2013)

## Banchiere(1)
- Lynn Martin, banchiera statunitense (Smithtown, n. 1976)

## Biologhe(1)
- Lynn Margulis, biologa statunitense (Chicago, n. 1938 - Amherst, † 2011)

## Calciatrici(2)
- Lynn Williams, calciatrice statunitense (Fresno, n. 1993)
- Lynn Wilms, calciatrice olandese (Tegelen, n. 2000)

## Cantanti(3)
- Lynn Anderson, cantante statunitense (Grand Forks, n. 1947 - Nashville, † 2015)
- Lynn Chircop, cantante maltese (Santa Venera, n. 1981)
- Lynn Meredith, cantante statunitense (Yankton, n. 1951)

## Cantautrici(2)
- Twinkle, cantautrice britannica (Surbiton, n. 1948 - Isola di Wight, † 2015)
- Lane Brody, cantautrice statunitense (Oak Park, n. 1955)

## Cestiste(1)
- Lynn Polson, ex cestista canadese (St. Catharines, n. 1962)

## Cestisti(1)
- Lynn Greer, ex cestista statunitense (Filadelfia, n. 1979)

## Compositrici(1)
- Lynn Ahrens, compositrice e paroliere statunitense (New York, n. 1948)

## Conduttrici televisive(1)
- Lynn Faulds Wood, conduttrice televisiva e giornalista britannica (Glasgow, n. 1948 - St Margarets, † 2020)

## Danzatrici(1)
- Lynn Seymour, ballerina, direttrice artistica e attrice canadese (Wainwright, n. 1939 - Londra, † 2023)

## Direttori del casting(1)
- Lynn Stalmaster, casting director statunitense (Omaha, n. 1927 - Los Angeles, † 2021)

## Disegnatrici(1)
- Lynn Varley, disegnatrice e sceneggiatrice statunitense

## Doppiatrici(1)
- Lynn, doppiatrice giapponese (Yokosuka)

## Drammaturghe(1)
- Lynn Nottage, drammaturga e produttrice televisiva statunitense (New York, n. 1964)

## Entomologhe(1)
- Lynn Kimsey, entomologa statunitense

## Fumettisti(1)
- Lynn Okamoto, fumettista giapponese (Tokyo, n. 1970)

## Giocatori di baseball(1)
- Nolan Ryan, ex giocatore di baseball e dirigente sportivo statunitense (Refugio, n. 1947)

## Giocatori di football americano(1)
- Lynn Bowden, giocatore di football americano statunitense (Youngstown, n. 1997)

## Hockeisti su ghiaccio(1)
- Lynn Loyns, ex hockeista su ghiaccio canadese (Naicam, n. 1981)

## Informatiche(1)
- Lynn Conway, informatica, inventrice e attivista statunitense (Mount Vernon, n. 1938 - Jackson, † 2024)

## Lunghisti(1)
- Lynn Davies, ex lunghista britannico (Nantymoel, n. 1942)

## Matematici(1)
- Lynn Steen, matematico statunitense (Chicago, n. 1941 - Minneapolis, † 2015)

## Mezzofondiste(2)
- Lynn Jennings, ex mezzofondista statunitense (Princeton, n. 1960)
- Lynn Kanuka-Williams, ex mezzofondista canadese (Regina, n. 1960)

## Modelle(1)
- Lynn Tan, modella singaporiana (Singapore, n. 1988)

## Nuotatrici(3)
- Lynn Burke, nuotatrice statunitense (New York, n. 1943)
- Lynn Colella, ex nuotatrice statunitense (Seattle, n. 1950)
- Lynn Vidali, ex nuotatrice statunitense (San Francisco, n. 1952)

## Politiche(5)
- Lynn Jenkins, politica statunitense (Holton, n. 1963)
- Lynn Morley Martin, politica e dirigente d'azienda statunitense (Evanston, n. 1939)
- Lynn N. Rivers, politica e insegnante statunitense (Au Gres, n. 1956)
- Lynn Schenk, politica e avvocato statunitense (New York, n. 1945)
- Lynn Woolsey, politica statunitense (Seattle, n. 1937)

## Politici(2)
- Lynn Swann, politico e ex giocatore di football americano statunitense (Alcoa, n. 1952)
- Lynn Westmoreland, politico statunitense (Atlanta, n. 1950)

## Registe(1)
- Lynn Shelton, regista, sceneggiatrice e attrice statunitense (Oberlin, n. 1965 - Los Angeles, † 2020)

## Registi(1)
- Lynn Reynolds, regista e sceneggiatore statunitense (Harlem, n. 1891 - Los Angeles, † 1927)

## Sciatrici alpine(1)
- Lynn Lacasse, ex sciatrice alpina canadese (n. 1963)

## Scrittrici(2)
- Lynn Abbey, scrittrice statunitense (Peekskill, n. 1948)
- Lynn Flewelling, scrittrice statunitense (Presque Isle, n. 1958)

## Scultori(1)
- Lynn Chadwick, scultore britannico (Londra, n. 1914 - Stroud, † 2003)

## Storiche(1)
- Lynn Hunt, storica e scrittrice statunitense (Panama, n. 1945)

## Truccatrici(1)
- Lynn Barber, truccatrice statunitense

## Violoncellisti(1)
- Lynn Harrell, violoncellista statunitense (New York, n. 1944 - New York, † 2020)

## Senza attività specificata(2)
- David Nash, allenatore di rugby a 15 e rugbista a 15 gallese (Maerdy, n. 1950 - † 2016)
- Lynn Howells, allenatore di rugby a 15 e ex rugbista a 15 gallese (Maerdy, n. 1950)